# سیا (موسیقی‌دان)
سیا کیت ایزابل فارلر (به انگلیسی: Sia Kate Isobelle Furler) (زادهٔ ۱۸ دسامبر ۱۹۷۵) که بیشتر تنها با نام سیا شناخته می‌شود، خواننده و ترانه‌سرای سبک‌های تمپو پایین، پاپ و جازِ اهل استرالیا است.
ترانه «Taken for Granted» او در سال ۲۰۰۰ در لیست ۱۰ ترانهٔ برترِ کشور انگلستان جای گرفت. آلبوم سال ۲۰۰۸ او، یعنی «بعضی مردم مشکل جدی دارند» به لیست ۵۰ تای اول بیلبورد ۲۰۰ راه یافت. وی در مراسم جوایز موسیقی آریا در سال ۲۰۰۹، جایزهٔ بهترین دی‌وی‌دی موسیقی را برنده شد و برای شش عنوان در مراسمِ آن سال نامزد شد و جایزهٔ بهترین نشر و بهترین نشر موسیقی پاپ را برای ترانهٔ «ما زاده شده‌ایم» و همچنین جایزهٔ بهترین ویدئو را برای ترانهٔ «کف بزنید» ازآن خود کرد. همچنین آهنگ لوستر (chandelier) از بهترین آثار او می‌باشد. همچنین سیا فیلم درام موزیکال موسیقی (فیلم ۲۰۲۱) را با بازی مدی زیگلر و کیت هادسن و لزلی اودوم جونیور، کارگردانی کرد. این فیلم موزیکال دارای چند آهنگ از آلبوم سیا با صدای بازیگران فیلم است که در سال ۲۰۲۱ بیرون آمد.
سیا به عنوان یک ترانه‌سرا با هنرمندان بزرگی از جمله ادل، بریتنی اسپیرز، سلین دیون، لبرینت، دیپلو، میجر لیزر، د ویکند، دوآ لیپا، دالی پارتن، کریستینا آگیلرا، امینم، بیانسه، پینک (خواننده)، داوید گتا، فلو رایدا، افروجک، جنیفر لوپز، پیت بول، شکیرا، آریانا گرانده، لی میشل، ریانا، زین ملک، کایلی مینوگ، لیونا لوئیس، هلتاپ هود، بی تی اس، کتی پری، کشا، ریتا اورا، جسی جی، اوسونا، دوجا کت، اوه لند، انجل هیز و مارون ۵ همکاری داشته‌است. او در آهنگسازیِ ترانهٔ «تیتانیوم» با داوید گتا همکاری داشت و در آن هنرنمایی کرد که در نهایت این ترانه در میان ده ترانهٔ اولِ ۱۰۰ آهنگ داغ بیلبورد جای گرفت. وی همچنین ترانهٔ دومی به نام «گرگ ماده» با همکاری گتا منتشر کرد. سیا یک ترانه به نام «Wild Ones» نیز با همکاری فلو رایدا منتشر کرده‌است. هر سه آهنگ مذکور موفقیت‌های بین‌المللی زیادی کسب کرد.

## زندگی‌نامه

### ۱۹۷۵–۹۵: اوایل زندگی
فارلر در ۱۸ دسامبر ۱۹۷۵ در آدلاید، جنوب استرالیا متولد شد. وی دورهٔ ابتدای تحصیل خود را در مدرسهٔ ابتدایی و دبیرستان آدلاید گذراند و در سال ۱۹۹۴ فارغ‌التحصیل شد. پدر او فیل. بی. کالسن، یک موسیقی‌دان بود که سابقهٔ همکاری در گروه‌های مختلفی چون فوردرای رایدرس، رام جانگل، فت تایم، جامپ بک جک و مونت لافتی رنجرز را داشت. مادر او لئونه فارلر یک خواننده، ترانه‌سرا، موسیقی‌دان و مدرس هنری است که سابقهٔ همکاری با مونت لافتی رنجرز را به عنوان خوانندهٔ پس‌زمینه دارد. پدر و مادر سیا هر دو عضو یک گروه سبک راکیبیلی به نام سودا جرکس در آدلاید بودند. فارلر برادرزادهٔ بازیگر و خوانندهٔ بریتانیایی کوین کالسن است. او در سال ۲۰۰۸ در مصاحبه‌ای که با اِن-پی-آر موزیک داشت بیان کرد که او در دوران کودکی و جوانی سعی در تقلید سبکِ خوانندگیِ هنرمندانی چون آرتا فرانکلین، استیوی واندر و استینگ داشته‌است.

### ۱۹۹۶–۲۰۰۰: گروه کریسپ و آلبوم فقط ببین
فارلر در اواخر دههٔ ۹۰ شروع به خوانندگی در عرصهٔ سبک اسید جازِ آدلاید کرد و در سن ۱۷ سالگی به گروه جاز-فانک کریسپ ملحق شد. گروه کریسپ شامل فارلر به عنوان خواننده، جس فلیور به عنوان گیتاریست، جرمی گلاور به عنوان نوازندهٔ گیتار بیس، سم لنگلی و بن تیمیس به عنوان نوازندهٔ کیبورد و استیو رونی به عنوان نوازندهٔ درام بود. این گروه دو آلبوم به نام‌های عهد و معامله(۱۹۹۶) و هذیان(۱۹۹۷) منتشر کرد. سیا در سال ۱۹۹۷ کریسپ را ترک کرد و به عنوان یک هنرمند سبک تریپ هاپ اولین آلبوم تکی خود به نام OnlySee را منتشر کرد. این آلبوم در یک گاراژ در آدلاید ضبط شده بود و بیش از ۱۰۰۰ کپی در آدلاید و در کل ۱۲۰۰ کپی در استرالیا فروش کرد. این آلبوم توسط همکار او در گروه کریسپ-فلیول تولید شده بود. فلیول برای بسیاری از ترانه‌های او برای فلیورد رکوردز آهنگسازی کرده‌است. سیا در نوامبر ۱۹۹۷ در زمانی که به تازگی آلبوم OnlySee را منتشر کرده بود در یک سریال استرالیایی به نام خانه و دوری، به عنوان ستارهٔ میهمان حضور پیدا کرد و پس از آنکه ربکا و تراوس (شخصیت‌های سریال) ازدواج کردند ترانه‌ای به نام «چگونه نفس کشیدن» را در یک ساحل اجرا کرد. زمانی که فارلر و دوست‌پسرش دن، برای سفر کردن به دور دنیا با همدیگر برنامه‌ریزی کرده بودند، سیا برای ملاقات با او در لندن عازم این شهر شد. او در این سفر قبل از عزیمت به لندن مدتی در تایلند توقف کرد. دن یک هفته قبل از رسیدن او در یک تصادف رانندگی فوت کرد. او برای مدتی در یک مهمانخانهٔ شبانه‌روزی در لندن با دوستِ دن زندگی کرد. فارلر در سال ۲۰۰۷ حادثهٔ مرگ دن را یادآوری کرد و گفت: «همهٔ ما نابود شدیم، به همین دلیل به طرز فجیعی معتاد به مواد و نوشیدنی‌های سنگین الکلی شدیم. متأسفانه این اعتیاد به الکل برای من شش سال به طول انجامید.»

### ۲۰۰۰–۰۷: آلبوم‌های بهبودی دشوار است و کوچکه را رنگ کن

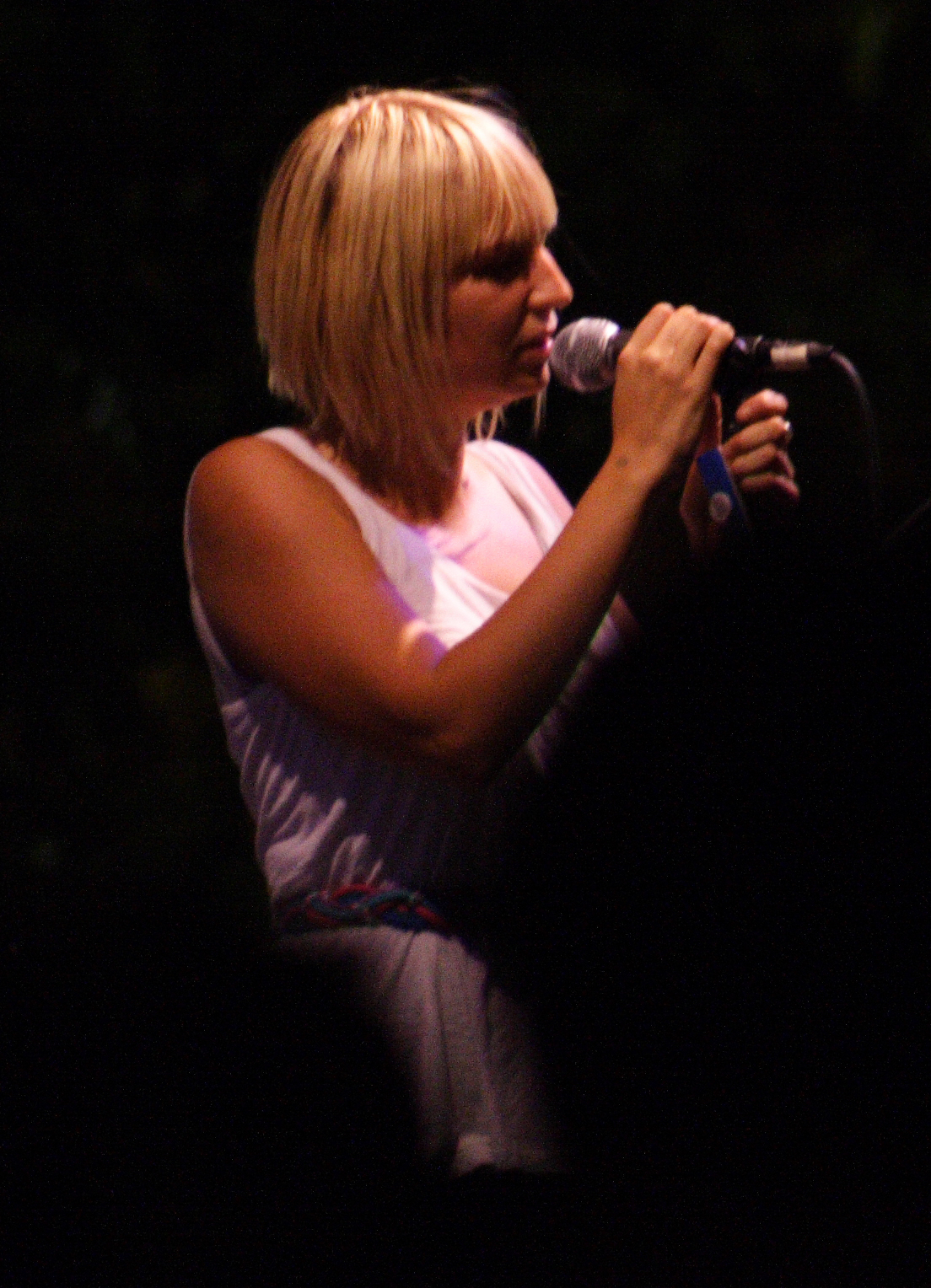
سیا در کنسرت سال ۲۰۰۶

فارلر در سال ۲۰۰۰ با لیبلِ زیرمجموعهٔ سونی میوزیک، دنس پول قرارداد امضا کرد. زمانی که او در لندن زندگی می‌کرد به عنوان خوانندهٔ پس‌زمینه با گروه جاز-فانکِ بریتانیاییِ جمیروکوای همکاری کرد. او در ژوئیه ۲۰۰۱ دومین آلبوم خود به نام «خوب شدن دشوار است» که مخلوطی از سبک ریتم اند بلوز و جاز بود را منتشر کرد که مورد تحسین بسیاری از منتقدان قرار گرفت. فارلر در آهنگ‌سازی تمام ترانه‌های این آلبوم نقش داشت و بخش اعظم آن‌ها را خودش آهنگ‌سازی کرده بود. این آلبوم توسط او و بلیر مکیچان به‌طور مشترک تولید شده بود. این آلبوم شامل ترانه‌های "بنوش تا مست شوی" و "مرد کوچک" بود که در کلاب‌های شبانهٔ بریتانیا بسیار محبوب شد. ترانهٔ "Taken for Granted" برای یک هفته در لیست ۱۰تای اول جدول تک‌آهنگ‌های بریتانیا بود. این آهنگ برای پنج هفته در جدول باقی ماند. بعضی اشعار این آلبوم با مرگ دوست‌پسر سیا مرتبط بود، «من بعد از اینکه دن مرد خیلی داغون شدم. نمی تونستم هیچ‌چیزی را حس کنم. من می تونستم به خیلی چیزها منطقی فکر کنم؛ که من هدف داشتم، که من معشوق بودم، اما واقعاً نمی‌توانستم هیچ‌چیز را حس کنم.» بعد از انتشار آلبوم فارلر مدیر خود را اخراج کرد، سونی میوزیک را ترک کرد و با گو! بیت رکوردز که یک لیبلِ تابع گروه موسیقی جهانی است قرارداد امضا کرد. فارلر در مراسم جایزهٔ آپرا در سال ۲۰۰۲ همراه با گروه دو نفرهٔ آنیکی (جنیفر ویت و گرانت والیس) عنوان 'پیشرفت غیرمنتظره در ترانه‌سرایی' را ازآن خود کرد.
فارلر در سال ۲۰۰۳ یک کار تکمیلی از آلبوم خود منتشر کرد. ترانهٔ اولِ این آلبوم "Don't Bring Me Down" در تیتراژ پایانی فیلم فرانسوی "36 Quai des Orfèvres" استفاده شد. آلبوم دوم او "کوچکتر را رنگ کن" در ۱۹ ژانویه ۲۰۰۴ منتشر شد. این آلبوم همان سال در اروپا انتشار یافت.در این آلبومِ سبک تمپو پایین، فارلر مخلوطی از سازهای آکوستیک و الکترونیک را به پشتوانهٔ اصول خوانندگی خود استفاده نمود که به مقایسهٔ او با دیدو و سارا مک‌لاکلن منجر شد. ترانهٔ "The Bully" که یک کار ترکیبی با موسیقی‌دان آمریکایی بک هانسن است در این آلبوم جای دارد. دو ترانهٔ بعدی توسط او و بک به‌طور مشترک آهنگسازی و ضبط شد. آلبوم «کوچکتر را رنگ کن» به دو تک‌آهنگ «مرا نفس بکش» و «جایی که من به آن تعلق دارم» منجر شد. امتیاز تک‌آهنگ دوم برای موسیقی متن فیلم مرد عنکبوتی ۲ خریداری شد. کاور این تک‌آهنگ فارلر را با لباس مرد عنکبوتی نمایش می‌دهد. این تک‌آهنگ در نهایت به دلیل اختلافی که در بدهکاری ناشر موسیقی پدید آمد بازپس‌گیری شد. شش ترانهٔ این آلبوم توسط نوازندهٔ گیتار بیسِ او، ساموئل دیکسون آهنگسازی شده‌است.
فارلر در اواخر سال ۲۰۰۵ از آنجا که از میزان ارتقای فروش و بازاریابی آلبوم توسط ناشر گو! بیت و ناتوانی این شرکت از بهبود نشر آن در آمریکا راضی نبود، این ناشر را ترک کرد. پس از آن به نیویورک نقل مکان کرد. در همان حال تک‌آهنگ «مرا نفس بکش» در قسمت آخر مجموعه تلویزیونی شش فوت زیر زمین که از کانال اچ‌بی‌او پخش می‌شد و همچنین در پخش شوی مد ویکتوریا سکرت استفاده شد. این تک‌آهنگ همچنین در یکی از قسمت‌های شوی لوتر که از بی‌بی‌سی پخش می‌شد استفاده شد. (فصل اول، قسمت پنجم) حق امتیاز این تک‌آهنگ توسط ناشر آمریکایی، آسترالورکس-که موسیقی متن سریال شش فوت زیر زمین را نیز تولید کرده بود- خریداری شد. آلبوم «کوچکتر را رنگ کن» توسط همین ناشر در سال ۲۰۰۶ در آمریکا منتشر شد.
فارلر در همان سال تور آمریکای خود را آغاز کرد و آلبوم خود را بهبود داد که این نسخهٔ ارتقا یافته از آلبوم در موسیقیِ متن سریال شش فوت زیر زمین که به عنوان نسخهٔ خانگی در قالب پنج دی‌وی‌دی منتشر شده بود جای گرفت. نسخهٔ آمریکایی این آلبوم چهار ترانهٔ اضافی را دربردارد: «بیسکوییت شکسته»، «صدف‌های دریا» و دو ریمیکس دیگر از ترانهٔ «مرا نفس بکش» که توسط فور تت و اولریش شناوس ساخته شده‌اند.

### ۲۰۰۸–۰۹: زیرو ۷، خانم کرواسان و مردمانی با دشواری‌های راستین

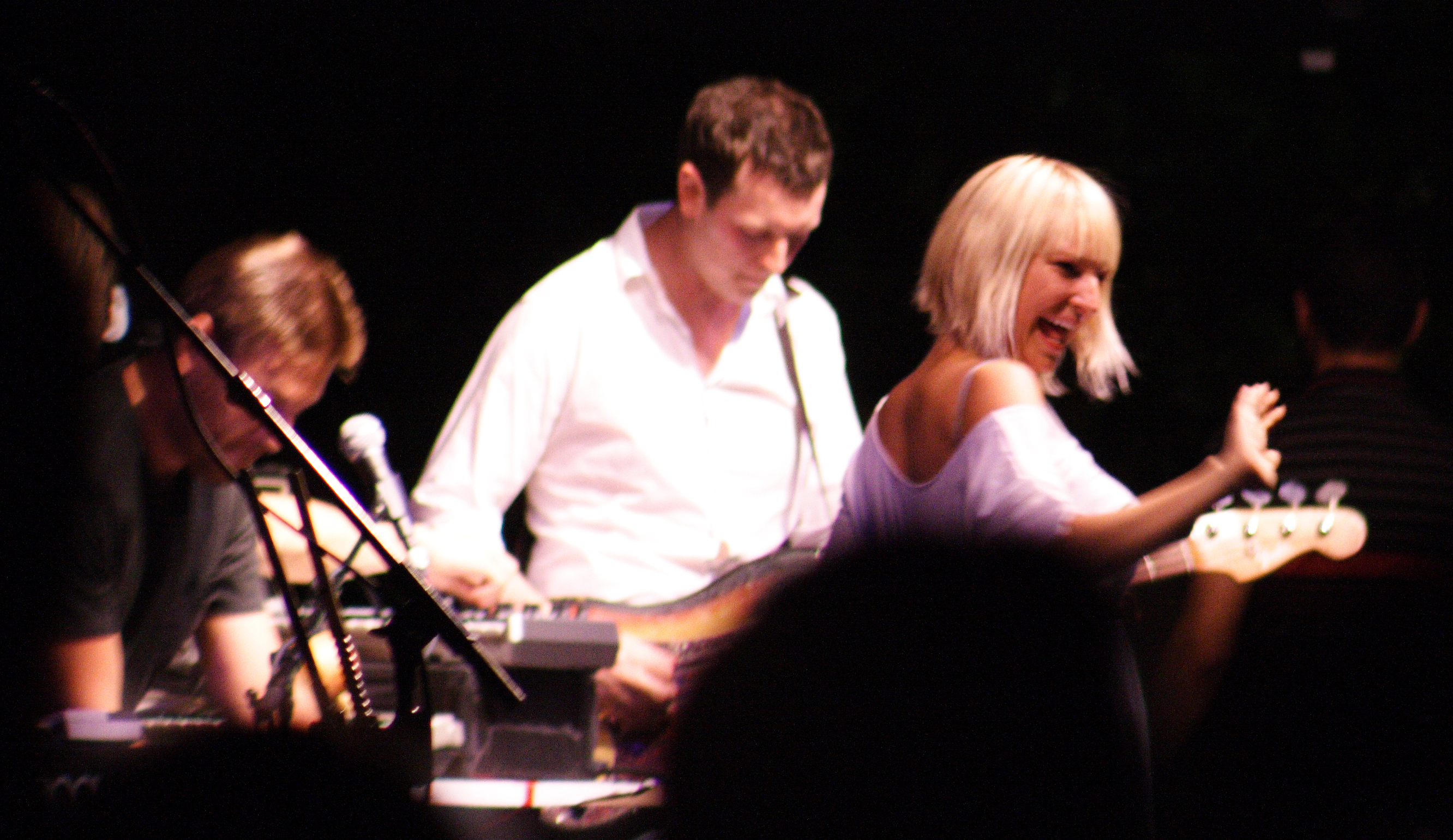
زیرو ۷ (هنری بینز و سم هاردیکر) و فارلر در یک کنسرت، سپتامبر ۲۰۰۶

سیا فارلر برای گروه تمپو پایینِ انگلیسیِ زیرو ۷ (گروه موسیقی دو نفره متشکل از هنری بینز و سم هاردیکر) به عنوان خوانندهٔ پیش‌زمینه حضور داشته‌است و در سه آلبوم استودیویی این گروه خوانندگی کرده‌است. او به همراه گروه به تورهای مختلفی رفته‌است. در ترانه‌های "سرنوشت" و "حواس پرتی‌هاً که در آلبوم آغازین زیرو ۷ جای دارد می‌توان صدای سیا را شنید. این آلبوم "چیزهای ساده" نام دارد و در آوریل ۲۰۰۱ منتشر شده‌است. آلبوم دوم این گروه که در مارس ۲۰۰۴ منتشر شده‌است "زمانی که می‌بارد" نام دارد و فارلر به عنوان خواننده در ترانه‌های "شیرجه" و "تماس فوری شماره ۲" حضور دارد. آلبوم سوم آن‌ها که در مه ۲۰۰۶ منتشر شد شامل دو ترانه می‌شد که فارلر در آن‌ها نقش داشت. ("همه‌اش را بینداز دور" و "تو تب و تاب منی") این دو ترانه به عنوان تک‌آهنگ در بریتانیا و آمریکای شمالی منتشر شد. آلبوم "چیزهای ساده" به لیست ۳۰ تایی جدول موسیقی آلبوم‌های بریتانیا راه یافت و دو ترانهٔ "زمانی که می‌بارد" و "باغ" در لیست ۵ تای اول این چارت جای گرفت.
فارلر در ۳ آوریل ۲۰۰۷ یک آلبوم زنده به نام «خانم کرواسان» در آمریکا منتشر کرد. این آلبوم شامل ۸ ترانه با اجرای زنده می‌شد که از اجرای زندهٔ سال ۲۰۰۶ او در سالن موسیقی باوری بالروم استخراج شده بود. یک ترانهٔ استودیویی به نام «تصاویر» در این آلبوم جای گرفته‌است. ماریسا براون -منتقد سایت allmusic- معتقد است: «ضبط ترانه‌ها خوب به نظر می‌آید، گروه نوازندگی … محکم و شاداب می‌نوازند، سیا خود عالی است، صدایش غنی و پراحساس است.» وی در نوامبر یک آلبوم چندآهنگه به نام «روز خیلی نزدیک»، شامل چهار ترانه منتشر کرد که در آی‌تیونز برای فروش قرار گرفت. این آلبوم شامل ترانه‌های «روز خیلی نزدیک»، «دکمه‌ها»، «دختری که تو به کوکائین باختی» و یک ریمیکس از ترانهٔ «روز خیلی نزدیک» از «ماک و توف» می‌شد. «دختری که تو به کوکائین باختی» به ردهٔ هشتم و «روز خیلی نزدیک» به ردهٔ ۲۴ جدول تک‌آهنگ‌های سبک موسیقی رقص برای کلاب، متعلق به مجلهٔ بیلبورد راه یافتند.

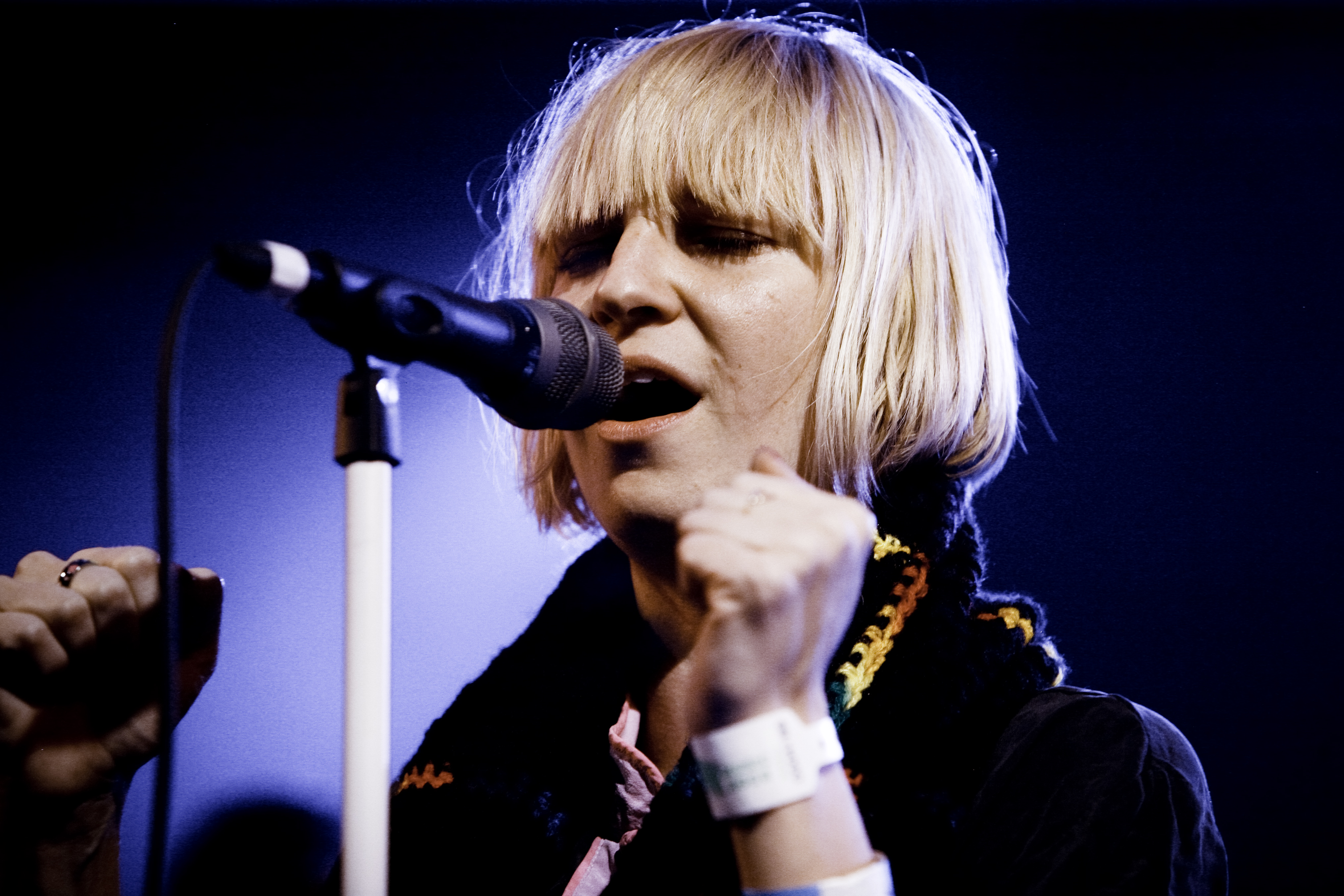
فارلر در حال اجرا در سال ۲۰۰۸

چهارمین آلبوم استودیویی فارلر، بعضی مردم مشکلات جدی دارند، در ژانویه ۲۰۰۸ منتشر شد و به لیست ۳۰تایی بیلبورد ۲۰۰ راه یافت. اولین ترانهٔ این آلبوم، «روز خیلی نزدیک» در نوامبر ۲۰۰۷ منتشر شده بود. یک ویدئو برای ترانهٔ «دکمه‌ها» ساخته شده‌است. ترانهٔ «تهمت‌های کوچک سیاه» در تلویزیون و در قسمتی از فصل اول سریال درمانگاه خصوصی (قسمتی که ادیسون یک سردوش پیدا می‌کند) پخش شد. فارلر همچنین در سال ۲۰۰۸ ترانهٔ «دختری که تو به کوکائین باختی» را در برنامهٔ تلویزیونی شبانگاهی «آخر شب با کانن اوبراین» اجرا کرد. این ترانه نسخه‌های ریمیکس متعددی از ساندر فان دورن، استون بریج و جنز او دارد. ریمیکسِ ساندر فان دورن در هلند به یک ترانهٔ داغ تبدیل شد و به ردهٔ یازدهم لیست جدول تک‌آهنگ‌های هلند راه یافت و در جایگاه دوازدهم جدول تک‌آهنگ‌های اسپانیا جای گرفت. ریمیکس مایلو از "مرا نفس بکش" در بخش شبانهٔ "بحران وال استریت:پول شما در جای امن است؟" در خلال بحران مالی سال ۲۰۰۹–۲۰۰۸ پخش شد. نماهنگِ ترانهٔ "به زودی پیدا می‌شویم" در صفحه اول آی‌تیونزاستور در آمریکا قرار گرفت. مخاطبان می‌توانستند نسخهٔ با کیفیت این نماهنگ را به‌طور رایگان دریافت کنند. کاور آهنگ "به خواب می‌روم" توسط ری دیویس در شوی تلویزیونی خانهٔ عروسکی پخش شد.
فارلر در مه ۲۰۰۹ «تلویزیون والدینِ من است» را در قالب دی‌وی‌دی منتشر کرد که شامل کنسرتِ زندهٔ ۱۲ سپتامبرِ او در هیرو بالروم نیویورک، چهار نماهنگ و تصاویر پشت صحنه است. او در مراسم جوایز موسیقی آریا در سال ۲۰۰۹ جایزهٔ 'بهترین دی‌وی‌دی موسیقی' را برای «تلویزیون والدینِ من است» دریافت کرد. «بعضی مردم مشکلات جدی دارند» برای عنوان 'بهترین پیشرفت غیرمنتظره برای آلبومِ یک هنرمند' نامزد شد.

### ۲۰۱۰–۱۳: ما زاده شده‌ایم و شناسایی جهانی

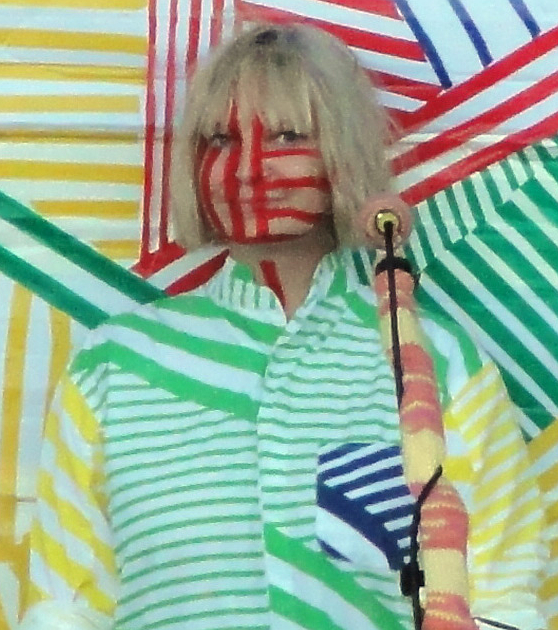
سیا در اجرای سال ۲۰۱۱

فارلر در سال ۲۰۰۷ با مدیرِ کریستینا آگیلرا برای ضبط ترانهٔ «مرگ با شکلات» در تماس بود و آگلرا خود با فارلر قرارداد امضا کرد. در سال ۲۰۰۹ فارلر و ساموئل دیکسون در ترانه‌ای برای ششمین آلبوم استودیوییِ این هنرمند، «بیونیک» که در سال ۲۰۱۰ منتشر می‌شد همکاری داشتند. سه‌تای ترانه‌ها در قالب نسخهٔ استاندارد منتشر شد و چهارمین ترانه در قالب نسخهٔ گران عرضه شد.
فارلر، آگیلرا و دیکسون همچنین با همکاری هم آهنگِ ترانهٔ «وابسته به تو» را برای موسیقی متن فیلم بورلسک ساختند که توسط آگلرا و شر اجرا شد. «وابسته به تو» برای جایزهٔ بهترین ترانهٔ گولدن گلوب در سال ۲۰۱۰ نامزد شد.
فارلر در مه ۲۰۱۱ در فصل آغازین مسابقهٔ رقابتی خوانندگی، برنامهٔ صدا، به عنوان مشاور آگیلرا که مربی خوانندگی و داورِ آن برنامهٔ تلویزیونی است حضور داشت.
فارلر در ۱۸ ژوئن ۲۰۱۰ پنجمین آلبوم استودیوییِ خود به نام «ما زاده شده‌ایم» را منتشر کرد. او از چندین قطعه از این آلبوم("تو عوض شده‌ای"، "وابسته" و "کف بزنید") در تور سال ۲۰۱۰–۲۰۰۹ استفاده کرد. ترانهٔ "وابسته" در بخشی از پروژهٔ انیمیشنیِ پاپ، "اچ-صلیبیون" استفاده شده‌است. اولین ترانهٔ آلبوم، "کف بزنید" در ماه مه عرضه شد. ترانهٔ «تو تغییر کرده‌ای» در ۱۸ نوامبر ۲۰۰۹ در بلاگ موسیقیِ شینا بیستون پخش شد. این آهنگ به‌طور مشترک توسط دی‌جی آمریکایی لارن فلکس تولید و ساخته شد و در سال ۲۰۰۸ توسط فلکس منتشر شد. فارلر آن را برای ترانهٔ «ما زاده شده‌ایم» بازخوانی کرد. «تو عوض شده‌ای» به ردهٔ ۳۱ جدول تک‌آهنگهای آریا رسید. این ترانه در سریال تلویزیونی خاطرات خون‌آشام پخش شد؛ در حالی که ترانهٔ «من اینجا هستم» (نسخهٔ پیانو و خوانندگی) در سریال دختر سخن‌چین، روکی بلو، نه جانِ کلویی کینگ و نیکیتا استفاده شد. ترانهٔ «تو عوض شده‌ای» به ردهٔ ۳۱ در جدول ۱۰۰ ترانهٔ داغ تریپل جِی در سال ۲۰۰۹ راه یافت؛ در حالی که ترانهٔ «دکمه‌ها» (ریمیکسِ سی-اِس-اِس) تنها از ماه دسامبر در دسترسِ عموم قرار گرفته بود، اما به ردهٔ پنجاهم این جدول راه یافت.
او در جوایزِ موسیقیِ آریا در سال ۲۰۱۰ در شش عنوان نامزد شد و جایزهٔ 'بهترین نشر مستقل' و 'بهترین نشر موسیقی پاپ' را برای ترانهٔ «ما زاده شده‌ایم» دریافت کرد. در حالی که کریس مویس جایزهٔ 'بهترین ویدئو' را برای ترانهٔ «کف بزنید» برنده شد. این آلبوم همچنین برای عنوان 'آلبوم سال' و ترانهٔ «کف بزنید» برای عنوان 'بهترین تک‌آهنگ سال' نامزد شدند. «کف بزنید» در جدول تک‌آهنگ‌های آریا به ردهٔ هفدهم راه یافت. این ترانه برای فارلر و آهنگساز او ساموئل دیکسون نامزدیِ عنوان 'ترانهٔ سال' را در مراسم جوایز موسیقی آپرا به ارمغان آورد. این آلبوم در سال ۲۰۱۱ توسط انجمن صنعت ضبط استرالیا اعتبارنامهٔ طلایی را کسب کرد.

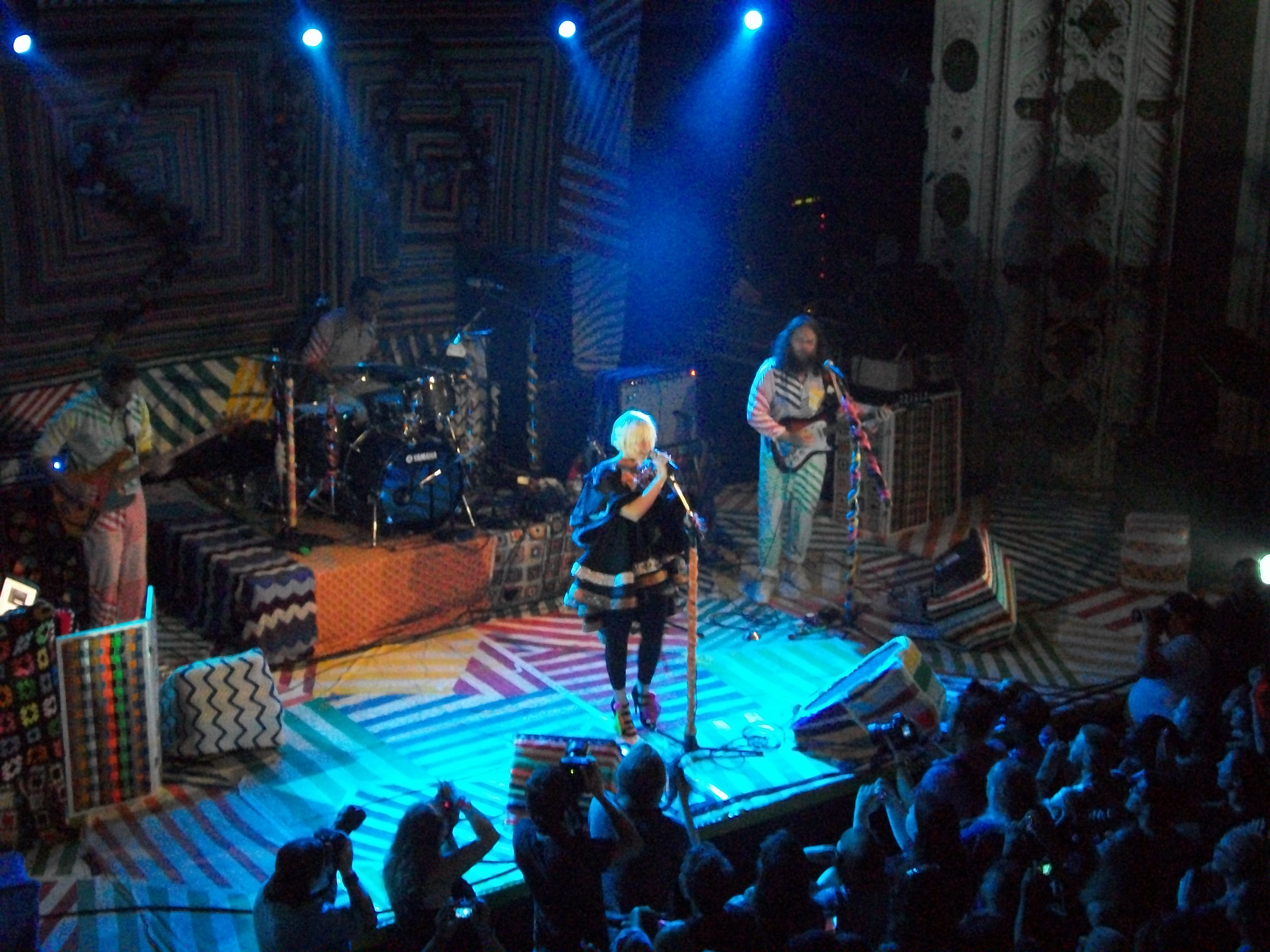
سیا در کنسرت سال ۲۰۱۱

براساس توییتی که فارلر در سال ۲۰۱۰ در سایت توییتر قرار داد، او قصد حضور در فصل ۲۰۱۰ شو اپرا را داشت. اگرچه در تریلر فصل نهایی اپرا بخشی از ترانهٔ «مرا نفس بکش» پخش می‌شد، اما فارلر در این شو حضور پیدا نکرد. فارلر در ژوئن ۲۰۱۰ تور خود را کنسل کرد و پس از آن اعلام کرد که به بیماری گریوز مبتلا شده‌است و پس از آزمایش‌ها و درمان اجراهای خود را از ژانویه ۲۰۱۱ از سر خواهد گرفت. او در یک فستیوال موسیقی در زلاندنو و استرالیا در کنسرتی حضور پیدا کرد. ادامهٔ تورِ استرالیای فارلر از ماه فوریه از سر گرفته شد. بر اساس خبری که از سایت رسمیِ فارلر منتشر شد، تور آمریکای شمالیِ او در اواخر ژوئیه آغاز خواهد شد. در مسابقات رویال رامبل در سال ۲۰۱۲. در پخش تلویزیونی که توسط دبلیودبلیوئی ارائه می‌شد، ترانهٔ "Wild Ones" فلو رایدا که سیا هم در آن هنرنمایی کرده‌است به عنوان آهنگ پس‌زمینه پخش شد. این ترانه در برنامه‌های بعدی دبلیودبلیوئی در هفته‌های بعد استفاده شد و پس از آن به عنوان یکی از ترانه‌های تمِ بزرگ‌ترین شوی سال دبلیودبلیوئی، یعنی رسلمانیا ۲۸ استفاده شد. سیا همچنین برای ترانهٔ تیتانیومِ داوید گتا که در ۵ اوت ۲۰۱۱ منتشر شد خوانندگی کرده‌است. این ترانه در آلبوم هیچی غیر از بیت این گتا جای دارد. سیا همچنین این ترانه را به‌طور زنده به همراه گتا در فستیوال هنر و موسیقی درهٔ کوچلا در سال ۲۰۱۲ اجرا کرد. او در سال ۲۰۱۲ در ترانهٔ «گرگ ماده» گتا خوانندگی کرد.
سیا در ۳۰ مارس ۲۰۱۲ آلبوم بهترین ترانه‌های خود را در استرالیا منتشر کرد. این آلبوم در ردهٔ ۲۷ جدول آلبوم‌های استرالیا جای گرفت. او در سال ۲۰۱۳ ترانهٔ «بکش و فرار کن» را برای موسیقی متن فیلم گتسبی بزرگ ضبط کرد. فارلر در ۱۷ ژوئن ۲۰۱۳ عنوان بهترین کار شهری سال را برای ترانهٔ «دوستش دارم» و همچنین عنوان بهترین آهنگسازی سال را در مراسم جوایز آپرای سال ۲۰۱۳ دریافت کرد.

### ۲۰۱۳–۲۰۱۴: آلبوم ۱۰۰۰ شکل ترس و این اداست

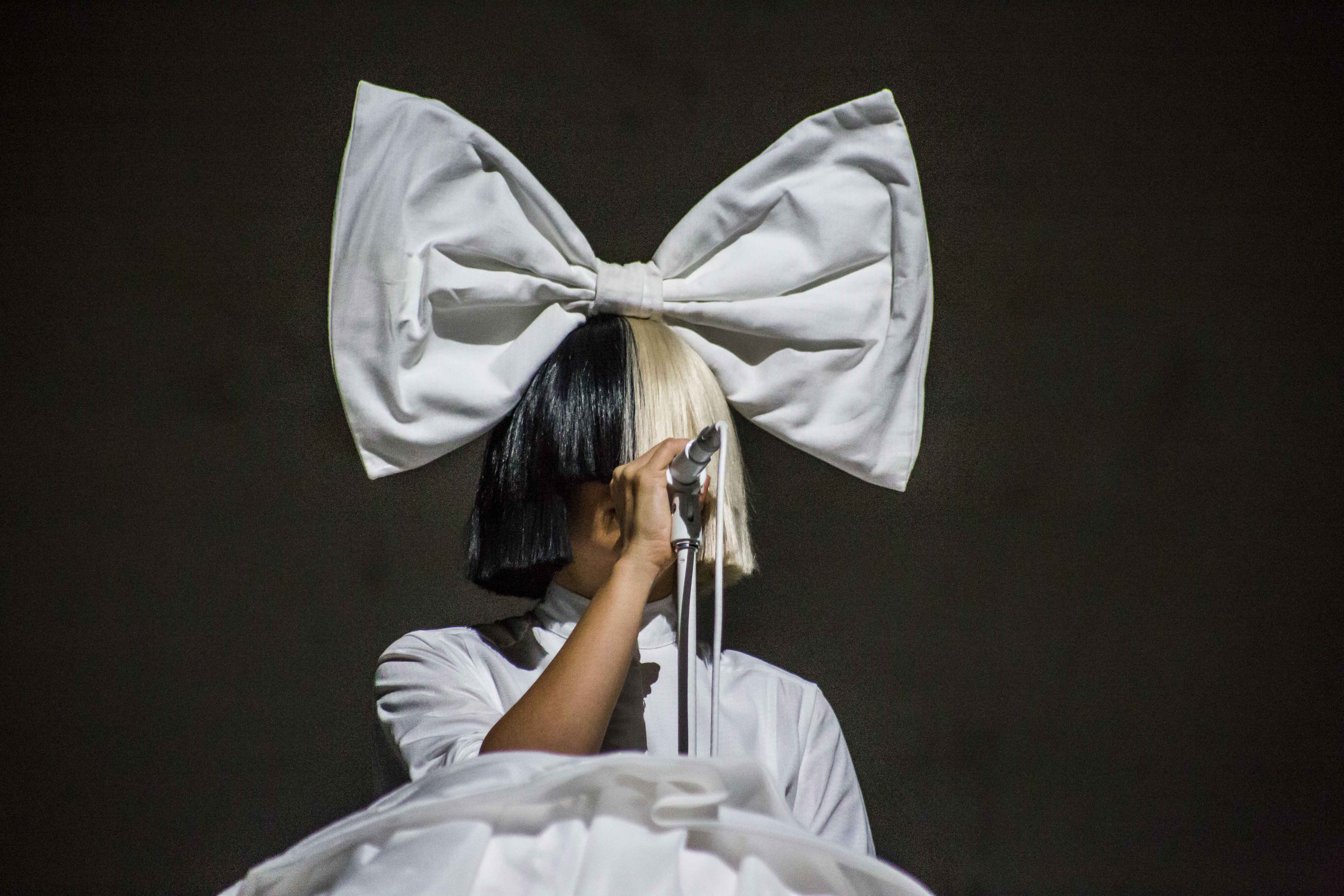
سیا در کنسرت سال ۲۰۱۶

سیا در ۱۳ سپتامبر ۲۰۱۳ اعلام کرد که او در حال تمام کردن ششمین آلبوم استودیویی خود با گرگ کرستین است. آلبوم با ترانهٔ «لوستر» آغاز می‌شود که در ۱۷ مارس ۲۰۱۴ منتشر شد. این ترانه توسط جس شاتکین آهنگسازی شده‌است و گرگ کراستین تولیدکنندهٔ آن است. این تک‌آهنگ اولین ترانهٔ سیا فارلر بود که در جدول ترانه‌های سبک رقصِ پخش در کلاب به رتبهٔ اول رسید. در ۱۸ آوریل ۲۰۱۴ اعلام شد که ششمین آلبوم استودیویی فارلر قرار است «۱۰۰۰ شکل ترس» نام بگیرد. فارلر در ۱۴ مه ۲۰۱۴ کار هنری آلبوم و همچنین مشخصات و نام ترانه‌های این آلبوم را اعلام کرد. او همچنین اعلام کرد که این آلبوم در ۸ ژوئیه ۲۰۱۴ منتشر می‌شود. یک نماهنگ از ترانهٔ «لوستر» در ۶ مه ۲۰۱۴ منتشر شد که مدی زیگلر در آن هنرنمایی کرده‌است. او در ۱۹ مه ۲۰۱۴ «لوستر» را به‌طور زنده در شوی الن دی‌جنرس اجرا کرد. سیا و مدی زیگلر که به‌طور زنده در صحنهٔ اجرا می‌رقصید نماهنگ را بازسازی کردند. سیا که از حضور در مقابل دوربین رسانه‌ها خودداری می‌کرد در تمام مدت حضورش در شو پشت به مخاطبین و دوربین‌ها به اجرا پرداخت.
سیا در نسخهٔ لوکس هشتمین آلبوم استودیویی امینم، مارشال مترز ال‌پی ۲ و در ترانهٔ «رنج زیبا» هنرنمایی کرد. فارلر همچنین در آهنگسازی ترانهٔ «قلب من باز است» که در پنجمین آلبوم استودیویی مارون ۵ قرار دارد نقش مهمی ایفا کرد.
«۱۰۰۰ شکل ترس» در ۸ ژوئیه ۲۰۱۴ به‌طور جهانی منتشر شد. این آلبوم به تازگی در بیلبورد ۲۰۰ در آمریکا، جدول آلبوم کانادایی و جدول آریای استرالیا در صدر قرار گرفته‌است.

## ۲۰۱۵–۲۰۱۷: این اَداست
این اَداست هفتمین آلبوم استودیویی سیا است که در ۲۹ ژانویه ۲۰۱۶ منتشر شد. اولین ترانه از این آلبوم با نام «زنده» در تاریخ ۲۵ سپتامبر ۲۰۱۵ منتشر شد.
در نوامبر ۲۰۱۵، سیا با همکاری ج. رالف (آهنگساز) آهنگی به نام «یک شمع» را منتشر کرد. او همچنین دو آهنگ دیگر به نام‌های «پرنده ای که آزاد شد» و «یک میلیون گلوله» را منتشر کرد.

### بازخوانی‌ها و دیگر همکاری‌ها
فارلر در نوامبر ۲۰۰۵، ترانهٔ «شیرین‌تر» را به عنوان یک کار دو نفره به همراه دوستِ خوانندهٔ خود کتی نونان (عضو سابق گروه جورج) ضبط کرد. انتظار می‌رفت این ترانه در هر دو آلبوم تکی این دو خواننده جای گیرد ولی در نهایت در هیچ‌کدام از آلبوم‌ها قرار نگرفت. ترانهٔ «شیرین‌تر» در سال ۲۰۱۰ در آلبومِ کتی نونان و کاپیتان، «جعبهٔ امپراتور» جای گرفت. فارلر در سال ۲۰۰۶ یک بازخوانی از ترانهٔ ردیوهد، «پارانوید اندروید» ضبط کرد که در آلبومِ بعدی این گروه قرار گرفت. این ترانه در قسمتی از سریال The O.C استفاده شد.

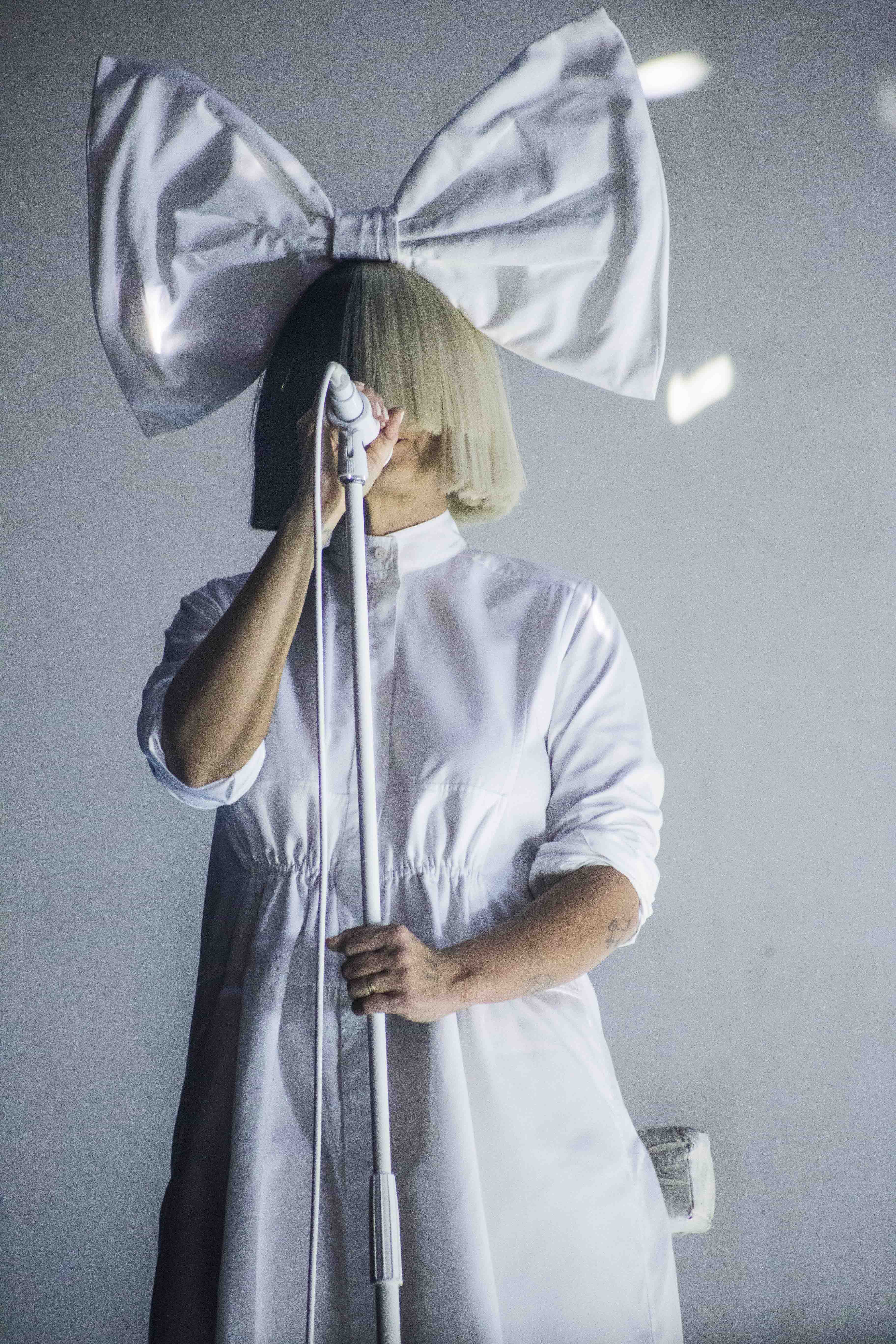
سیا در سال ۲۰۱۶؛ او بیشتر در کنسرت و در تلویزیون چهره خود را پوشش می‌دهد.

فارلر به عنوان خوانندهٔ پشتیبان در نسخهٔ بازخوانیِ ترانهٔ «چقدر عشق تو عمیق است» با گروه پرنده و زنبور عسل همکاری کرد. گرِگ کراستین (از گروه پرنده و زنبور عسل) مسئولیت تهیه کنندگیِ آلبوم سال ۲۰۱۰ فارلر، یعنی ما زاده شده‌ایم را بر عهده گرفت؛ او همچنین به عنوان نوازندهٔ کیبورد، گیتار، گیتار بیس، درام و زیلوفون در ترانه‌های این آلبوم حضور داشت و برای پنج ترانه از این آلبوم آهنگسازی کرد. اینارا جورج دیگر عضو گروه پرنده و زنبور عسل بود که به عنوان خوانندهٔ پشتیبان در این آلبوم هنرنمایی کرد. سیا در سال ۲۰۰۸ در ترانهٔ «فراموشت خواهم کرد» برای آلبوم «گوشهٔ جادهٔ بی‌انتها» با لیور همکاری کرد. در اوت امتیاز ترانهٔ «به من جان بده» توسط سوپرمارکت زنجیره‌ایِ کولز در استرالیا خریداری شد و در آگهی تلویزیونی این فروشگاه در پوشش رسانه‌ای المپیک ۲۰۰۸ پکن استفاده شد. او در اکتبر دو ترانهٔ «دکمه‌ها» و «به زودی پیدا خواهیم شد» را در شوی تلویزیونی «دیروقت… با جولز هلند» اجرا کرد. از ترانهٔ «به من جان بده» به عنوان موسیقی پس‌زمینه برای تریلرِ بازی ویدئویی شاهزادهٔ پارس، که در سال ۲۰۰۸ توسط یوبی‌سافت در نمایشگاه بازی‌های ویدئویی توکیو شرکت داده شده بود استفاده شد. از این ترانه همچنین در سال ۲۰۰۵ برای فیلم «از خط خارج شده» و همچنین در قسمت آخر سریال شش فوت زیر زمین استفاده شد.
فارلر در سال ۲۰۰۹ به عنوان خوانندهٔ پشتیبان در دو ترانهٔ «کارول براون» و «تو نباید بدکاره باشی» از دومین آلبومِ گروه پرواز کنکوردها هنرنمایی کرد. وی در نسخهٔ بازخوانی ترانهٔ «بازی فتیله‌ای» با خوانندهٔ سوئدی پیتر جوبک همکاری کرد. سیا همچنین در سال ۲۰۱۰ به عنوان خوانندهٔ مهمان در ترانهٔ «نه آنچنان بزرگ» با دیوید برن و فتبوی اسلیم همکاری کرد.
بازخوانی ترانهٔ «زیر راه شیری» از گروه چِرچ که در یک آگهی بازرگانی مربوط به ماشین لینکلن ام‌کی‌تی استفاده شد در ژانویه ۲۰۱۰ در آی‌تیونزاستور منتشر شد. سیا نسخه‌های بازخوانی از ترانه‌های «به من بیشتر بده» از بریتنی اسپیرز، «وقت پشت وقت» از سیندی لاپر، «تو اون کسی هستی که من می‌خوام» از گریس و «آه پدر» از مدونا را اجرا کرده‌است. فارلر در سال ۲۰۱۰ در ترانهٔ «عشق من» که در موسیقی متن سومین قسمت از سری فیلم‌های گرگ و میش استفاده شد، هنرنمایی کرد. موسیقی متن این فیلم در جایگاه دوم جدول ۲۰۰ آلبوم برترِ بیلبوردِ در آمریکا جای گرفت.
ترانهٔ «لالایی» در سال ۲۰۱۰ در تریلر فیلم آخرت اثر فیلمساز مشهور آمریکایی کلینت استوود استفاده شد. این ترانه سال بعد در آخرین فصل سریال سیِ بزرگ و در قسمت اول از فصل چهار سریال دفتر خاطراتِ محرمانه یک دختر حاضر استفاده شد. همچنین ترانهٔ «به من جان بده» در یکی از فیلم‌های تلویزیونی شبکهٔ ای‌بی‌سی به کار رفت.
فارلر در سال ۲۰۱۱ به عنوان آهنگساز و خواننده برای ترانهٔ «تیتانیوم» با دیوید گتا همکاری کرد که در آلبوم سال ۲۰۱۱ این دی‌جی به نامِ هیچی غیر از بیت جای گرفت. تیتانیوم تا رتبهٔ اول در جدول تک‌آهنگ‌های بریتانیا بالا آمد و هم‌اکنون به عنوان شاخص‌ترین کار او در ۱۵ سال فعالیت پر ثمرش در عرصهٔ خوانندگی به‌شمار می‌آید. او در سال ۲۰۱۲ دوباره با گتا همکاری کرد و در ترانهٔ «گرگ ماده» خوانندگی کرد؛ این ترانه به عنوان ترانهٔ اول در لیست تِرَک‌های آلبوم بعدی او در ۲۱ اوت ۲۰۱۲ منتشر شد و در جدول تک‌آهنگ‌های بریتانیا تا رتبهٔ ۸ بالا آمد.
او همچنین برای چندین ترانه از آلبوم سال ۲۰۱۲ مدونا، ام‌دی‌ان‌ای ترانه‌سُرایی کرد که البته در توییتر اعلام کرد:"متأسفانه هیچ‌کدام از زیرمجموعه‌های وابسته به من برای آلبوم جدید مدونا آهنگسازی نکرده‌است. 'مطمئن باشید' اگر چنین چیزی وجود داشته باشد، آن اثر توسط من نوشته نشده‌است. شایعه است!"
فارلر همچنین برای ترانهٔ "Wild Ones" به همراه فلورایدا خوانندگی کرد که این ترانه در نهایت در جدول تک‌آهنگ‌های بریتانیا در جایگاه چهارم جای گرفت.
تگان کویین در مارس ۲۰۱۲ توسط توییتر اعلام کرد که سیا به استودیو آمده بود و به عنوان خواننده در آلبوم استودیویی جدید تیگن و سارا، «تپش قلب» که در ژانویه ۲۰۱۳ منتشر شد هنرنمایی کرده‌است.

## آلبوم‌شناسی
- فقط ببین (۱۹۹۷)
- بهبودی دشوار است (۲۰۰۱)
- کوچکه را رنگ کن (۲۰۰۴)
- مردمانی با دشواری‌های راستین (۲۰۰۸)
- ما زاده شده‌ایم (۲۰۱۰)
- ۱۰۰۰ شکل ترس (۲۰۱۴)
- این بازیگری‌ست (۲۰۱۶)
- هر روز کریسمس است (۲۰۱۷)
- موزیک(۲۰۲۱)